# Vinchio
Vinchio ist eine Gemeinde in der italienischen Provinz Asti (AT), Region Piemont.

## Lage und Einwohner
Vinchio liegt 25 Straßenkilometer südöstlich von der Provinzhauptstadt Asti entfernt in einer der Hügelgruppen zwischen Langhe und Monferrato. Das Gemeindegebiet umfasst eine Fläche von 9 km² und hat 539 Einwohner (Stand 31. Dezember 2023). Zur Gemeinde Vinchio gehören auch die Fraktionen Noche, Borgo Cascine und Montecroce.
Die Nachbargemeinden sind Belveglio, Castelnuovo Calcea, Cortiglione, Mombercelli, Nizza Monferrato und Vaglio Serra.

## Geschichte

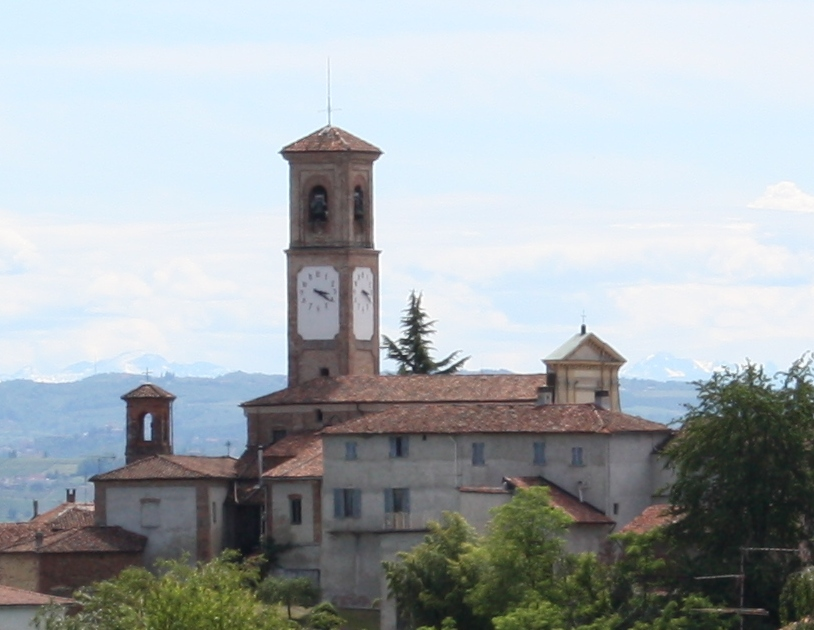
Panorama von Vichio

Das gesamte Gebiet war ursprünglich keltisch und dann römisch besiedelt und wurde von Aleramo del Monferrato, dem Grafen von Acqui, von den Sarazenen befreit. Es ist wahrscheinlich, dass sich dank der Abwanderung einiger Bewohner der umliegenden und früheren Gebiete ein kleines Dorf zu besiedeln begann.
Das mittelalterliche Dorf war im Besitz des Marquis von Savona Bonifacio del Vasto und gelangte dann unter die zwischen dem Kapitel von Acqui und Alessandria umstrittene bischöfliche Macht, um ab dem 14. Jahrhundert unter die Herrschaft von Asti zu gelangen. Anschließend ging es an den Adligen Solaro von Asti, dann an den Grafen Antonio Scarampi und anschließend viele Jahre lang an die Visconti von Pavia, zumindest bis zum Kaiserreich Karl V. von Habsburg. In dieser Zeit, im 16. Jahrhundert, wurde die Kirche der Bruderschaft der Heiligen Dreifaltigkeit erbaut, besser bekannt als Kirche der Battuti, auch wenn der Glockenturm aus dem 19. Jahrhundert stammt. Ab 1735 ging das Lehen an die Familie Savoyen über, die es dem Königreich Sardinien annektierte. Im 18. Jahrhundert wurde die Pfarrkirche der Heiligen Marco und Vincenzo erweitert.
Im 20. Jahrhundert zeichnete sich Vinchio auch als Zufluchtsort für Vertriebene und Antifaschisten aus dem Zweiten Weltkrieg aus, als Ort für Razzien und Massenhinrichtungen im Juni und Juli 1944. Im Dorf entstand ein Haus der Erinnerung, das an diese Zeit erinnert.

## Kulinarische Spezialitäten
Bei Vinchio werden Reben der Sorte Barbera für den Barbera d’Asti, einen Rotwein mit DOCG Status, sowie für den Barbera del Monferrato angebaut.
In den letzten Jahren hat die Stadt das Dorf und sein touristisches sowie gastronomisches Angebot neu entwickelt, angefangen mit dem traditionellen Spargel. Am 1. Maiwochenende findet in Vinchio ein für die Region berühmtes Spargelfest (grüner Spargel) statt.